# Allesø Gymnastik Forening
Allesø Gymnastik Forening er en dansk forening i Allesø på Fyn. Foreningen tilbyder et bredt udvalg af idræts- og sportsgrene, såsom fodbold, håndbold, gymnastik, tennis, petanque, volleyball og badminton.
Fodboldklubben spiller til dagligt i Serie 1